# Polkan

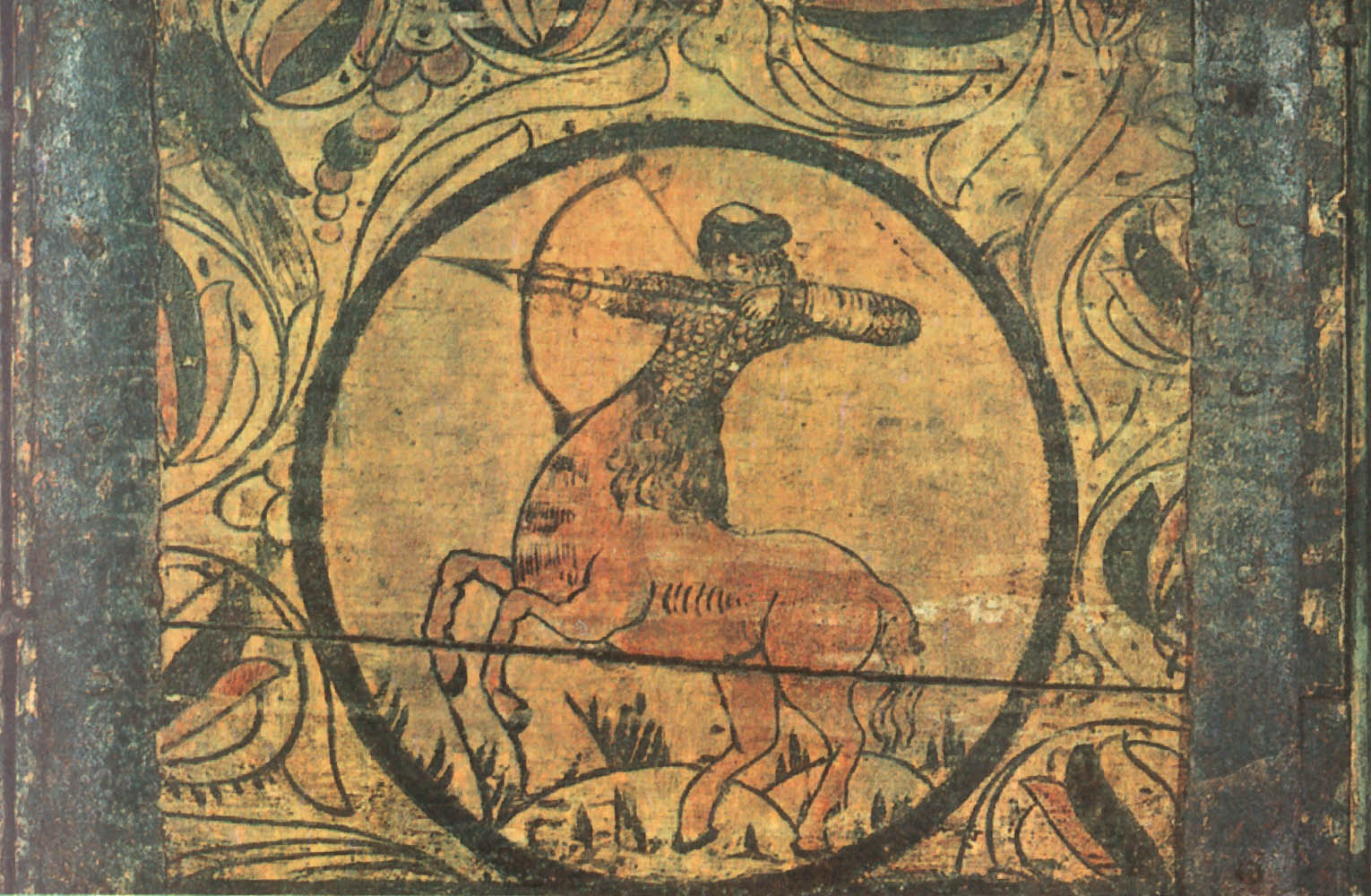
Polkan.

Polkan ou Palkan (Полка́н ou Палкан) est, dans le folklore russe et les bylines, un être moitié homme et moitié cheval (et dans quelques variantes, moitié chien) possédant une puissance et une rapidité énormes. D'abord ennemi du héros Bova Korolevitch, il devient ensuite son allié.